# Mezia includens
Mezia includens är en tvåhjärtbladig växtart som först beskrevs av George Bentham, och fick sitt nu gällande namn av José Cuatrecasas. Mezia includens ingår i släktet Mezia och familjen Malpighiaceae. Inga underarter finns listade i Catalogue of Life.